# Artur e os Minimeus (série)
Artur e os Minimeus (em francês Arthur et les Minimoys) é uma série de romances para jovens de Luc Besson adaptado para o cinema pelo próprio autor.

## Livros
Em Portugal os livros foram publicados pela Edições ASA.
- Artur e os Minimeus
- Artur e a Cidade Proibida
- Artur e a Vingança de Maltazard
- Artur e a Guerra dos Dois Mundos

## Filmes
Os filmes são produzidos pela EuropaCorp.
- Artur e os Minimeus
- Artur e a Vingança de Maltazard estreia prevista para 2009.
- Artur e a Guerra dos Dois Mundos estreia prevista para 2010.